# Parabrachiella kabatai
Parabrachiella kabatai is een eenoogkreeftjessoort uit de familie van de Lernaeopodidae. De wetenschappelijke naam van de soort is voor het eerst geldig gepubliceerd in 1991 door Luque & Farfan.